# Al Snow
Allen Ray Sarven (* 18. Juli 1963 in Lima, Ohio) ist ein US-amerikanischer Wrestler, der vor allem unter seinem Ringnamen Al Snow bekannt wurde. Er stand bis 2017 bei Total Nonstop Action Wrestling als Road Agent unter Vertrag.

## Karriere

### World Wrestling Federation
Nachdem er vor allem bei Smoky Mountain Wrestling auf sich aufmerksam gemacht hatte, kam Sarven 1994 in die World Wrestling Federation (heute WWE). Mit den Gimmicks Avatar und Shinobi blieb er ohne nennenswerten Erfolg. Ab 1995 trat er unter dem Namen Leif Cassidy an und bildete zusammen mit Marty Jannetty das Tag Team "The New Rockers"; eine Neuauflage der legendären, aus Jannetty und Shawn Michaels bestehenden Rockers. Nach einem knappen Jahr wurde das Team eingestellt, woraufhin die WWF Sarven erneut als Jobber einsetzte. Erst im Zuge der Zusammenarbeit der WWF mit Extreme Championship Wrestling in den späten 1990er Jahren erhielt Sarvens Karriere wieder neuen Aufschwung.

### Extreme Championship Wrestling

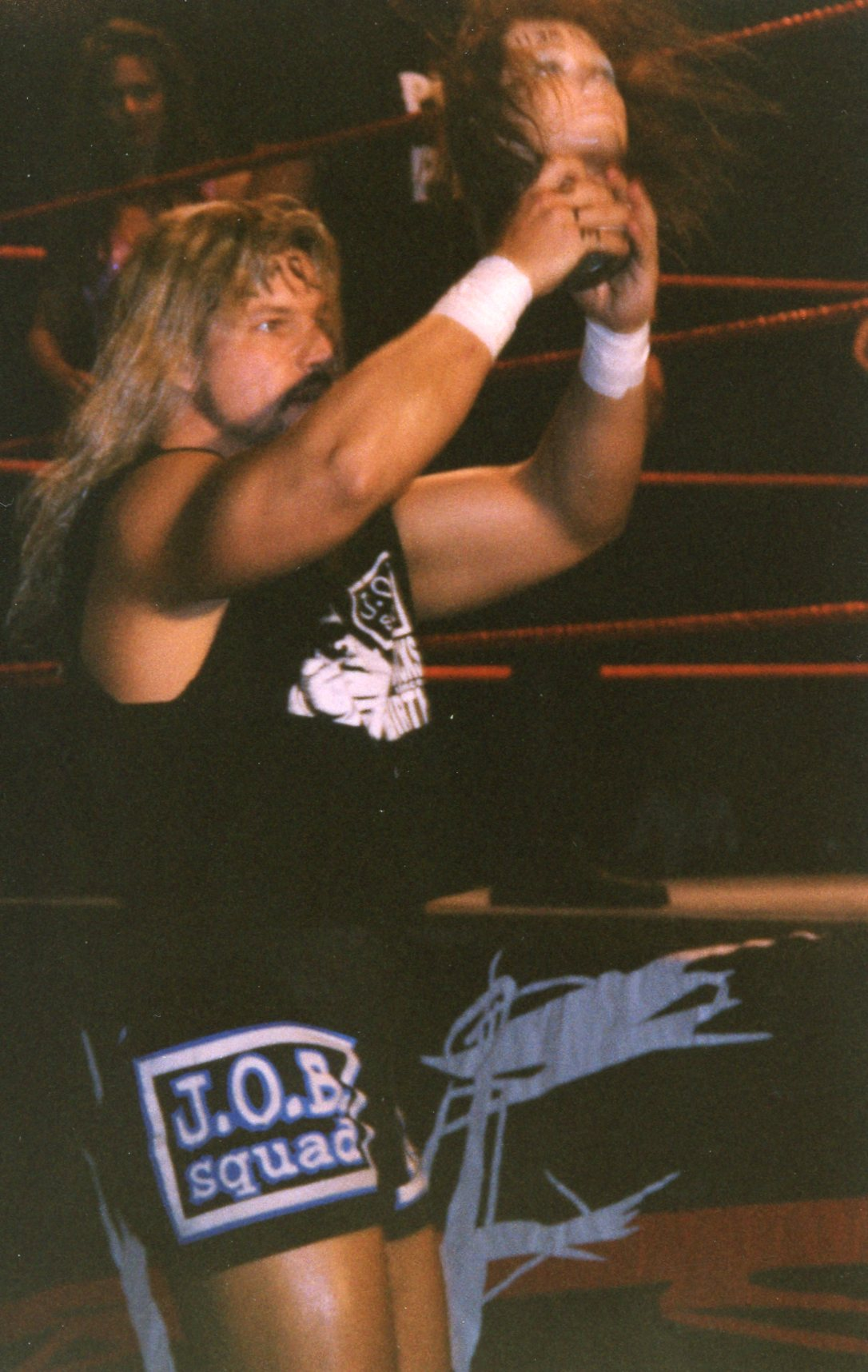
Al Snow, 1999

In der ECW erschuf Sarven das Gimmick Al Snow, dass das erfolgreichste seiner Karriere werden sollte. Dabei brachte er stets "Head", den Kopf einer Schaufensterpuppe, mit zum Ring und behandelte ihn wie eine reale Person. Zusammen mit Duane Gill, The Blue Meanie, Bob Holly und 2 Cold Scorpio bildete er das Stable "J.O.B. Squad", dessen Mitglieder sich vor allem durch ihren Status als Jobber in der WWF auszeichneten. Das J.O.B.-Gimmick wurde von ihnen auch in der WWF verwendet; Sarven benutzt es zu einem gewissen Grad auch heute noch.

### Rückkehr zur WWF
Kurz bevor er die ECW World Heavyweight Championship gewinnen sollte, wurde Sarven zur WWF zurückbeordert. Dort führte er sein Gimmick aus der ECW weiter, bewegte es jedoch in eine eher humorvolle Richtung und sorgte während der weniger comichaft gestalteten Attitude-Ära der WWF damit für Auflockerung.
Nach der Kritik einer Professorin der Kennesaw State University stellte Wal-Mart den Verkauf von Action-Figuren des Al-Snow-Charakters ein. Der Grund dafür war, dass die der Figur beigelegte Nachbildung von "Head" als abgetrennter Kopf einer Frau angesehen werden könne und somit Gewalt gegen Frauen gutheißen würde. Dies wurde zunächst in einer Storyline verarbeitet und führte letztendlich zu einer Überarbeitung des Gimmicks und den Verzicht auf "Head".
In den folgenden Jahren war Sarven stets ein Teil der unteren Midcard. Im August 2000 gewann er die WWF European Championship und trat während seiner Regentschaft oft scherzhaft als Vertreter verschiedener europäischer Staaten auf. Zudem gewann er sechs Mal die WWF Hardcore Championship; allerdings dauerte keine Regentschaft außer der ersten länger als zwei Tage.
Nach seinem letzten Gewinn des Hardcore-Titels 2002 trat Sarven eher selten als Wrestler in Erscheinung. Er arbeitete vor allem als Kommentator bei der B-Show HEAT und später bei den Shows der WWE-Farmliga Ohio Valley Wrestling. Seine wichtigste Rolle hatte er als Trainer bei der Reality-Show WWE Tough Enough. Seit der Gründung des ECW-Rosters der WWE tritt Sarven wieder als Vollzeit-Wrestler unter seinem alten Gimmick Al Snow an, wird jedoch vorwiegend als Jobber eingesetzt. Mittlerweile wurde er entlassen, soll aber weiterhin als Trainer für die WWE arbeiten.

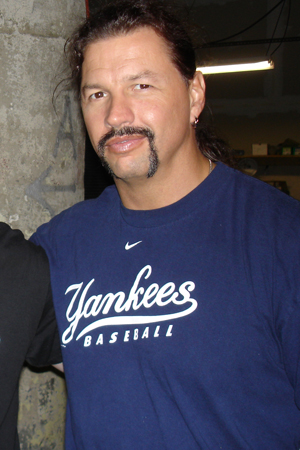
Al Snow, 2006

Am 10. Dezember 2007, trat Allen Sarven ein weiteres Mal in den Ring bei RAW's 15th Anniversary in einem 15-Man Battle Royal, wobei ehemalige RAW-Superstars der letzten 15 Jahre, u. a. Doink the Clown, Sgt. Slaughter, Jim Neidhart, Scotty 2 Hotty und Gillberg, anwesend waren und er als fünfter eliminiert wurde.
Mit der Schließung von Ohio Valley Wrestling wurde Sarven von der WWE entlassen.

### Nach der WWE
Nach seiner Entlassung war Sarven in der Independentszene auf der ganzen Welt zu sehen. Dabei trat er unter anderem beim PPV Final Resolution von Total Nonstop Action Wrestling im Dezember 2008 auf. Im März 2010 kehrte er zu TNA zurück und war dort bis 2017 als Road Agent tätig.
Seit 2018 arbeitet Al Snow als Promoter und war Eigentümer von Ohio Valley Wrestling. Nachdem die Promotion in finanzielle Schwierigkeiten geriet kauften sich Matt Jones und Craig Greenberg in die Promotion ein. Über die erste Zeit nach dem Einkauf wurde die Dokumentarserie Wrestlers gedreht, die 2023 von Netflix ausgestrahlt wurde und in der Al Snow neben Jones der Hauptdarsteller ist.

## Filmkarriere
Über die Jahre wirkte Snow auch in vielen Filmproduktionen mit, so u. a. Hell House oder Money Shot. Zu seinen nächsten Projekten zählen die Horrorfilme Alice D und Lake Eerie mit Lance Henriksen.

## Erfolge
- Border City Wrestling
  - 1× BCW Can-Am Tag Team Champion (mit Denny Kass)

- GWA
  - 1× GWA Junior Heavyweight Champion
  - 5× GWA Tag Team Champion (mit Mike Kelly)
  - Sieger des GWA BodySlammers Tourney 1994

- Jersey All Pro Wrestling
  - 1× JAPW Heavyweight Champion

- Midwest Championship Wrestling
  - 1× MCW-ICW Heavyweight Champion
  - 2× MCW Midwest Tag Team Champion
  - 1× MCW Midwest Territorial Champion
  - 6× MCW-ICW United States Tag Team Champion

- Midwest Territorial Wrestling
  - 2× MTW Heavyweight Champion
  - 2× MTW Tag Team Champion (mit Ray Roberts)

- Motor City Wrestling
  - 1× MCW Heavyweight Champion
  - 1× MCW Tag Team Champion (mit Denny Kass)

- Smoky Mountain Wrestling
  - 1× SMW Tag Team Champion (mit Unabomb)

- Southern Wrestling Organisation (Deutschland)
  - 1× SWO Heavyweight Champion

- USA Pro Wrestling
  - 1× USA Pro Heavyweight Champion

- USA Xtreme Wrestling
  - 1× UXW Heavyweight Champion

- World Wrestling Alliance
  - 1× WWA World Tag Team Champion (mit Mickey Doyle)

- World Wrestling Federation
  - 1× WWF Tag Team Champion (mit Mankind)
  - 6× WWF Hardcore Champion
  - 1× WWF European Champion
- Zona de Combate – Federacion Nacional de Lucha Libre (Chile)
  - 1× ZDC Heavyweight Champion